# Lovedrive
Lovedrive je šesti studijski album njemačkog heavy metal sastava Scorpions. Album je objavljen 25. veljače 1979. godine, a objavila ga je diskografska kuća Harvest Records. Smatran vrhuncom sastava od nekih kritičara, Lovedrive je bio evolucijski album Scorpionsova zvuka, koji je počeo s "klasičnim stilom" sastava koji će se kasnije usavršiti na nekoliko idućih albuma. Lovedrive je zapečatio "Scorpionsovu formulu" hard rock pjesama s mješavinom melodičnih balada.
Lovedrive je prvi album sastava kojeg je objavila diskografska kuća Harvest Records u Europi i Mercury Records u SAD-u i Kanadi, nakon što su raskinuli ugovor s RCA-om. Album je postao veliki komercijalni uspjeh, dospjeo je na 55. mjesto na Billboard Top 200 ljestvici. Ni jedan prijašnji album sastava nije dospjeo tako visoko. Udruženje diskografske industrije Amerike dalo je albumu 28. travnja 1986. godine, zlatnu nakladu. Album je također bio hit i u Ujedinjenom Kraljevstvu, gdje je dospjeo na čak 36. mjesto.
Lovedrive našao se na 25. mjestu IGN-ove ljestvice Top 25 najboljih metal albuma.

## Promjena postave
Prvi je album na kojem glavnu gitaru svira Matthias Jabs, također i prvi na kojem se pojavljuje "klasična" postava sastava. Jabs je zamijenio Ulia Jon Rutha koji je otišao te osnovao vlastiti sastav, Electric Sun.
Michael Schenker, mlađi brat ritam gitarista Rudolfa, koji je nedavno napustio sastav UFO, svirao je glavnu gitaru na pjesmama "Another Piece of Meat", "Coast to Coast", "Holiday", "Loving You Sunday Morning" i "Lovedrive". Na početku Scorpionsove turneje u Njemačkoj u veljači 1979. godine, objavljeno je da se Michael pridružio sastavu te da su nerado otpustili Matthiasa Jabsa. Ipak, u travnju 1979. godine, dok su bili na turneji u Francuskoj, Michael je odustao nakon što se Jabs vratio nakon dugih pregovora.

## Omot albuma
Originalan omot albuma prikazuje pristojno odjevenog muškarca i ženu na stražnjem sjedalu auta, a ženina se desna dojka vidi te je povezana s rastegnutom žvakom za muškračevu ruku. Omot iza prikazuje istog muškarca i ženu, dok drže fotografiju sastava, a ovaj put se lijeva dojka žene vidi, bez ikakve žvake. Fotografirao ih je Storm Thorgerson, iz dizajnerske firme Hipgnosis. Omot je izazvao polemike u SAD-u kod prve objave, zbog čega kasnija izdanja pokazuju plavi logotip Scorpionsa iza crne pozadine. Originalan omot ponovno je korišten kod remaster izdanja.
Kad se prisjećao fotografije, Thorgerson je izjavio: "Nije baš politički najtočnija scena koju ćete vidjeti. Mislio sam da je smiješno, ali žene sada gledaju drugačije na to."
U intervjuu iz 2010. godine, pjevač Klaus Meine komentirao je omot albuma, rekao je: "Nismo znali da će biti problema u Americi, to je bio samo sex i rock 'n' roll. Čudno je da su u Americi ovakvi omoti problem, zato što tijekom 80-ih, kada bismo svirali ovdje, žene bi nam uvijek pokazivale sise. Nigdje drugdje u svijetu, samo ovdje. Jednostavno nismo mislili da će biti problem objaviti Lovedrive u Americi."

## Popis pjesama
| 1. | »Loving You Sunday Morning«     | 5:36 |
| 2. | »Another Piece of Meat«         | 3:30 |
| 3. | »Always Somewhere«              | 4:56 |
| 4. | »Coast to Coast« (instrumental) | 4:42 |

| Strana B | Strana B                  | Strana B | Strana B | Strana B | Strana B | Strana B | Strana B | Strana B | Strana B |
| Br.      | Skladba                   | Trajanje |          |          |          |          |          |          |          |
| -------- | ------------------------- | -------- | -------- | -------- | -------- | -------- | -------- | -------- | -------- |
| 5.       | »Can't Get Enough«        | 2:36     |          |          |          |          |          |          |          |
| 6.       | »Is There Anybody There?« | 3:58     |          |          |          |          |          |          |          |
| 7.       | »Lovedrive«               | 4:49     |          |          |          |          |          |          |          |
| 8.       | »Holiday«                 | 6:32     |          |          |          |          |          |          |          |
| 36:28    |                           |          |          |          |          |          |          |          |          |

## Zasluge
Scorpions
- Klaus Meine – glavni vokali
- Rudolf Schenker – ritam gitara, prateći vokali
- Matthias Jabs – glavna gitara, prateći vokali (na pjesmama 3, 5, 6 i 9)
- Francis Buchholz – bas-gitara, prateći vokali
- Herman Rarebell – bubnjevi, prateći vokali
- Michael Schenker – glavna gitara (na pjesmama 1, 2, 4, 7 i 8), prateći vokali (na pjesmama 1, 2, 4, 7, 8 i 10)

Ostalo osoblje
- Dieter Dierks – produciranje
- Storm Thorgerson – omot albuma